# 韦尔泰宗
韦尔泰宗（法語：Vertaizon，法語發音：[vɛʁtɛzɔ̃]）是法国多姆山省的一个市镇，属于克莱蒙费朗区。

## 地理
韦尔泰宗（45°46'11"N, 3°17'11"E）面积12.83 平方千米，位于法国奥弗涅-罗讷-阿尔卑斯大区多姆山省，该省份为法国中南部省份，北起阿列省接壤，东临卢瓦尔省，南至上盧瓦爾省和康塔爾省，西接科雷兹省和克勒兹省。
与韦尔泰宗接壤的市镇（或旧市镇、城区）包括：博尔加尔莱韦克、布泽勒、绍里亚、蓬迪沙托、瓦塞勒、阿列河畔米尔。

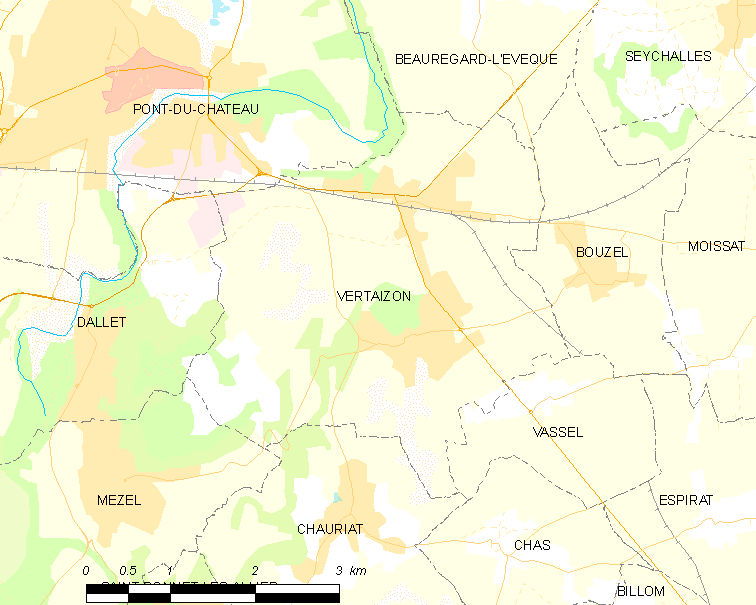
韦尔泰宗的OSM定位图

韦尔泰宗的时区为UTC+01:00、UTC+02:00（夏令时）。

## 行政
韦尔泰宗的邮政编码为63910，INSEE市镇编码为63453。

## 政治
韦尔泰宗所属的省级选区为比永县。

## 人口

1962-2008年间韦尔泰宗人口变化图示

韦尔泰宗于2022年1月1日时的人口数量为3442人。